# Вейккаусліга
Вейккаусліга (фін. Veikkausliiga) — найвищий футбольний дивізіон у Фінляндії, що складається з 12 найкращих команд країни. Титульним спонсором є фінська букмекерська контора «Вейккаус».

## Історія
Вейккаусліга заснована у 1990 році. Від 1930 року до того часу вищий дивізіон мав аматорський та напіваматорський статус, а у 1908–1930 роках чемпіонат розігрувався за кубковою схемою.

## Формат
Як і у деяких інших країнах Європи з холодним кліматом (Норвегія, Росія, Швеція), основна частина матчів чемпіонату Фінляндії відбувається влітку, а сезон триває за форматом весна-осінь. Загалом чемпіонат проходить з квітня по жовтень. За нині діючим форматом команди грають між собою двічі, вдома і на виїзді.
Вейккаусліга пов'язана відносинами вибуття та підвищення у класі з другою за рангом лігою Юккьонен — по завершенні сезону прем'єр-лігу автоматично залишає команда, що набрала найменшу кількість очок, а на її місце приходить команда, що зайняла перше місце у лізі Юккьонен. Також право виступів в елітному дивізіоні фінської футбольної першості може вибороти і друга команда ліги Юккьонен, яка проводить стиковий матч з командою, що зайняла 13-е місце у Вейккауслізі. Переможець цього матчу наступний сезон проводить у Вейккауслізі, а команда, що програла, — у лізі Юккьонен.

## Список призерів
| Сезон | Чемпіон         | Віце-чемпіон  | Третій призер   |
| ----- | --------------- | ------------- | --------------- |
| 1990  | ГІК             | ФК Куусюсі    | МП              |
| 1991  | ФК Куусюсі      | МП            | Гака            |
| 1992  | ГІК             | ФК Куусюсі    | Джазз           |
| 1993  | Джазз           | МюПА-47       | ГІК             |
| 1994  | ТПВ             | МюПА-47       | ГІК             |
| 1995  | Гака            | МюПА-47       | ГІК             |
| 1996  | Джазз           | МюПА-47       | ТПС             |
| 1997  | ГІК             | ВПС           | ФіннПа          |
| 1998  | Гака            | ВПС           | ПК-35           |
| 1999  | Гака            | ГІК           | МюПА-47         |
| 2000  | Гака            | Йокеріт       | МюПА-47         |
| 2001  | Тампере Юнайтед | ГІК           | МюПА-47         |
| 2002  | ГІК             | МюПА-47       | Гака            |
| 2003  | ГІК             | Гака          | Тампере Юнайтед |
| 2004  | Гака            | Алліанссі     | Тампере Юнайтед |
| 2005  | МюПА-47         | ГІК           | Тампере Юнайтед |
| 2006  | Тампере Юнайтед | ГІК           | Гака            |
| 2007  | Тампере Юнайтед | Гака          | ТПС             |
| 2008  | Інтер (Турку)   | Гонка         | Лахті           |
| 2009  | ГІК             | Гонка         | ТПС             |
| 2010  | ГІК             | КуПС          | ТПС             |
| 2011  | ГІК             | Інтер (Турку) | Ювяскюля        |
| 2012  | ГІК             | Інтер (Турку) | ТПС             |
| 2013  | ГІК             | Гонка         | ВПС             |
| 2014  | ГІК             | СЯК           | Лахті           |
| 2015  | СЯК             | РоПС          | ГІК             |
| 2016  | Марієгамн       | ГІК           | СЯК             |
| 2017  | ГІК             | КуПС          | Ільвес          |
| 2018  | ГІК             | РоПС          | КуПС            |
| 2019  | КуПС            | Інтер (Турку) | Гонка           |
| 2020  | ГІК             | Інтер (Турку) | КуПС            |
| 2021  | ГІК             | КуПС          | СЯК             |
| 2022  | ГІК             | КуПС          | Гонка           |
| 2023  | ГІК             | КуПС          | ВПС             |
| 2024  | КуПС            | Ільвес        | ГІК             |

## Рейтинг чемпіонів за всю історію проведення чемпіонату Фінляндії
| №     | Клуб               | Титули | Переможні сезони |
| ----- | ------------------ | ------ | --- |
| 1     | ГІК                | 33     | 1911, 1912, 1917, 1918, 1919, 1923, 1925, 1936, 1938, 1964, 1973, 1978, 1981, 1985, 1987, 1988, 1990, 1992, 1997, 2002, 2003, 2009, 2010, 2011, 2012, 2013, 2014, 2017, 2018, 2020, 2021, 2022, 2023 |
| 2-3   | Гака               | 9      | 1960, 1962, 1965, 1977, 1995, 1998, 1999, 2000, 2004 |
| 2-3   | ГПС                | 9      | 1921, 1922, 1926, 1927, 1929, 1932, 1934, 1935, 1957 |
| 4     | ТПС                | 8      | 1928, 1939, 1941, 1949, 1968, 1971, 1972, 1975 |
| 5-6   | ГІФК               | 7      | 1930, 1931, 1933, 1937, 1947, 1959, 1961 |
| 5-6   | КУПС               | 7      | 1956, 1958, 1966, 1974, 1976, 2019, 2024 |
| 7     | Куусюсі            | 5      | 1982, 1984, 1986, 1989, 1991 |
| 8     | КІФ (Гельсінкі)    | 4      | 1913, 1915, 1916, 1955 |
| 9     | Тампере Юнайтед    | 3      | 2001, 2006, 2007 |
| 10-12 | АІФК (Турку)       | 3      | 1910, 1920, 1924 |
| 10-12 | Лахден Рейпас      | 3      | 1963, 1967, 1970 |
| 10-12 | ВІФК (Вааса)       | 3      | 1944, 1946, 1953 |
| 13-16 | Джазз              | 2      | 1993, 1996 |
| 13-16 | КТП                | 2      | 1951, 1952 |
| 13-16 | ОПС (Оулу)         | 2      | 1979, 1980 |
| 13-16 | ВПС                | 2      | 1945, 1948 |
| 17-27 | ГТ (Гельсінкі)     | 1      | 1942 |
| 17-27 | Інтер (Турку)      | 1      | 2008 |
| 17-27 | КПВ (Коккола)      | 1      | 1969 |
| 17-27 | МюПа               | 1      | 2005 |
| 17-27 | ПУС (Гельсінкі)    | 1      | 1909 |
| 17-27 | Пюрківя (Турку)    | 1      | 1954 |
| 17-27 | Судет (Вііпурі)    | 1      | 1940 |
| 17-27 | ТПВ                | 1      | 1994 |
| 17-27 | Унітас (Гельсінкі) | 1      | 1908 |
| 17-27 | СЯК                | 1      | 2015 |
| 17-27 | Марієгамн          | 1      | 2016 |

## Найкращі бомбардири за всю історію проведення
| № | Гравець         | Кількість голів | Роки виступів у чемпіонаті | Клуби, за які грав                   |
| - | --------------- | --------------- | -------------------------- | ------------------------------------ |
| 1 | Гейккі Сухонен  | 206             | 1969–1986                  | ТПС, ГІК                             |
| 2 | Каі Палман      | 191             | 1956–1972                  | ГПС (Гельсінкі), ГІК, Рейпас (Лахті) |
| 3 | Ісмо Льюс       | 188             | 1983–1999                  | Куусюсі, ГІК, РоПС, МюПа, ФК Лахті   |
| 4 | Олаві Ріссанен  | 185             | 1969–1987                  | Ело (Куопіо), КуПС, Копаріт (Куопіо) |
| 5 | Валерій Попович | 166             | 1993–2009                  | ТПВ, Ілвес (Тампере), Гака, ГІК      |